# Andrakammarvalet i Sverige 1958
Andrakammarvalet i Sverige 1958, den 1 juni, är det senaste tillfälle vid vilket Sveriges riksdag valts vid ett extraval. De övriga är vårvalet 1887 och marsvalet 1914.
Vid valet gick det socialistiska blocket framåt och fick sammanlagt 116 mandat i andra kammaren. Folkpartiet, Högerpartiet och Centerpartiet fick sammanlagt 115 ledamöter, men eftersom en av de socialdemokratiska ledamöterna var talman och därmed saknade rösträtt, så blev ställningen 115-115. Statsminister Erlander förklarade därför att regeringen inte skulle lägga fram sin proposition förrän till vårriksdagen 1959.

## Valkampanjen
Koalitionsregeringen mellan Socialdemokraterna och Centerpartiet upplöstes på hösten 1957. Anledningen var pensionsfrågan. Den 13 oktober hölls en rådgivande folkomröstning om pensionsfrågan. I omröstningen fanns tre alternativ där linje 1 förespråkade en allmän och obligatorisk tjänstepension, linje 2 frivillig tilläggspension samt höjd folkpension samt linje 3, tjänstepension genomförd av arbetsmarknadens parter.
Resultatet av folkomröstningen var ifrågasatt: å ena sidan fick linje 1 flest röster (46,4 procent), å andra sidan fick linje 2 (15,0 procent) och linje 3 (34,6 procent) som förordade en frivillig lösning tillsammans fler röster (3,9 procent röstade blankt). Det var inte längre möjligt för partierna i koalitionsregeringen att fortsätta samarbetet och den 25 oktober beslutade Centerpartiets förtroenderåd att partiet skulle lämna regeringen. Statsminister Erlander beslutade då att regeringen skulle avgå.
I detta läge gav kungen i uppdrag åt folkpartiledaren Bertil Ohlin och högerledaren Jarl Hjalmarson att undersöka möjligheterna att bilda en borgerlig regering. En sådan regerings överlevnad berodde på Centerpartiets inställning och Centerpartiets partiledare Gunnar Hedlund meddelade att hans parti inte var berett att gå från en koalition till en annan eller att stödja någon regering. En eventuell borgerlig regering blev därför omöjlig. "Ingen kan väl vara gramse på oss" sade Gunnar Hedlund om de spräckta förhandlingarna vilket fick Tage Erlander att skriva i sina memoarer: Jag skrev i mina minnesanteckningar, att det var det roligaste som sagts i svensk politik under de sista tio åren.
Därmed föll möjligheten till en borgerlig regering och kungen gav istället uppdrag åt Erlander att bilda en socialdemokratisk regering. Den 31 oktober tillträdde regeringen Erlander III.
Därefter satte sig Socialdemokraterna, Centerpartiet, Folkpartiet och Högerpartiet i förhandlingar för att försöka komma fram till en lösning av pensionsfrågan. Den 10 februari 1958 meddelades att förhandlingarna strandat. De borgerliga partierna hade inte heller lyckats enas om ett gemensamt motförslag till regeringens väntade proposition.
Den 13 februari lade regeringen fram sitt förslag för riksdagen. Den 23 april biföll första kammaren förslaget med 82 röster mot 68. Efter en rekordlång debatt i andra kammaren avslogs dock regeringens förslag med 117 röster mot 111.
Statsminister Erlander hade redan gjort klart att han i så fall skulle utlysa nyval. Den 28 april upplöstes riksdagen och nyval sattes till den 1 juni. 
Partiernas valaffischer:
- Mindre skatt - mer att sköta själv - Högerpartiet
- Det är du som inte har råd! Sänk statsutgifterna - Högerpartiet
- Gärna medalj men först rejäl pension - Socialdemokraterna
- (teckning av Erlander) Gärna medalj, men... pensionera honom först! Folkpartiet

## Valresultat
För samtliga genom valet invalda riksdagsmän, se Lista över ledamöter av Sveriges riksdags andra kammare 1958-1960.
| Parti                | Parti                           | Partiledare          | Röster             | Röster | Röster | Mandatfördelning | Mandatfördelning |
| Parti                | Parti                           | Partiledare          | Antal              | %      | +− %   | Antal            | +−               |
| -------------------- | ------------------------------- | -------------------- | ------------------ | ------ | ------ | ---------------- | ---------------- |
|                      | Socialdemokraterna              | Tage Erlander        | 1 776 667          | 46,22  | +1,64  | 111              | +5               |
|                      | Högerpartiet                    | Jarl Hjalmarson      | 750 332            | 19,52  | +2,41  | 45               | +3               |
|                      | Folkpartiet                     | Bertil Ohlin         | 700 019            | 18,21  | −5,60  | 38               | −20              |
|                      | Centerpartiet                   | Gunnar Hedlund       | 486 760            | 12,66  | +3,21  | 32               | +13              |
|                      | Sveriges kommunistiska parti    | Hilding Hagberg      | 129 319            | 3,36   | −1,64  | 5                | −1               |
|                      | Vänstersocialistiska partiet    | Albin Ström          | 1 008              | 0,03   | +-0    | —                | —                |
|                      | Övriga partier                  | —                    | 147                | 0,00   | —      | —                | —                |
|                      | Socialistiska blocket (S + SKP) | —                    | 1 905 986          | 49,58  | —      | 116              | —                |
|                      | Borgerliga blocket (C + FP + H) | —                    | 1 937 111          | 50,39  | —      | 115              | —                |
| Antal giltiga röster | Antal giltiga röster            | Antal giltiga röster | 3 844 252          | 100,00 |        | 231              | —                |
| Ogiltiga röster      | Ogiltiga röster                 | Ogiltiga röster      | ?                  |        |        |                  |                  |
| Totalt               | Totalt                          | Totalt               | 3 864 963 (77,4 %) |        |        |                  |                  |

Det socialistiska blocket (SKP och S) fick sammanlagt 49,6 procent, och det borgerliga blocket (FP, C och H) fick 50,4 procent. Men då det socialistiska blocket fick en majoritet i andra kammaren med 116 mandat, och då socialdemokraterna hade egen majoritet i den första kammaren, kunde den socialdemokratiska regeringen sitta kvar.

## Nyinvalda framtidsnamn
Bland de nya ledamöterna i andra kammaren fanns framtida kända namn, bland andra Folke Björkman, Gösta Bohman, Astrid Kristensson, Erik Grebäck, Essen Lindahl, Bengt Fagerlund, Johannes Antonsson, Eric Svenning, Hans Nordgren, Thorbjörn Fälldin och Rune Gustavsson.

## Regeringsbildning
För Tage Erlander blev detta val en personlig framgång. Ända sedan hans intåg som partiordförande hade Socialdemokraterna backat i andrakammarvalen år 1948, 1952 och 1956. Regeringen Erlander III satt kvar.